# Amtsantrittsrede von John F. Kennedy
US-Präsident John F. Kennedy hielt seine einzige Amtsantrittsrede am 20. Januar 1961 um 12:51 (EST). Sie fand direkt nach dem Ablegen des Amtseids durch den Obersten Bundesrichter Earl Warren statt.

## Hintergrund
John F. Kennedy wurde für die Präsidentschaftswahl in den Vereinigten Staaten 1960 als Kandidat der Demokraten nominiert, in der er gegen den Vizepräsidenten und Kandidaten der Republikaner Richard Nixon gewann. Dadurch wurde er mit 43 Jahren der jüngste Mann, der ins Amt des US-Präsidenten gewählt wurde und der erste römisch-katholische Präsident. Der Titel des jüngsten Präsidenten blieb jedoch bei Theodore Roosevelt, der im Alter von 42 Jahren als Präsident vereidigt wurde.

## Amtsantrittsrede

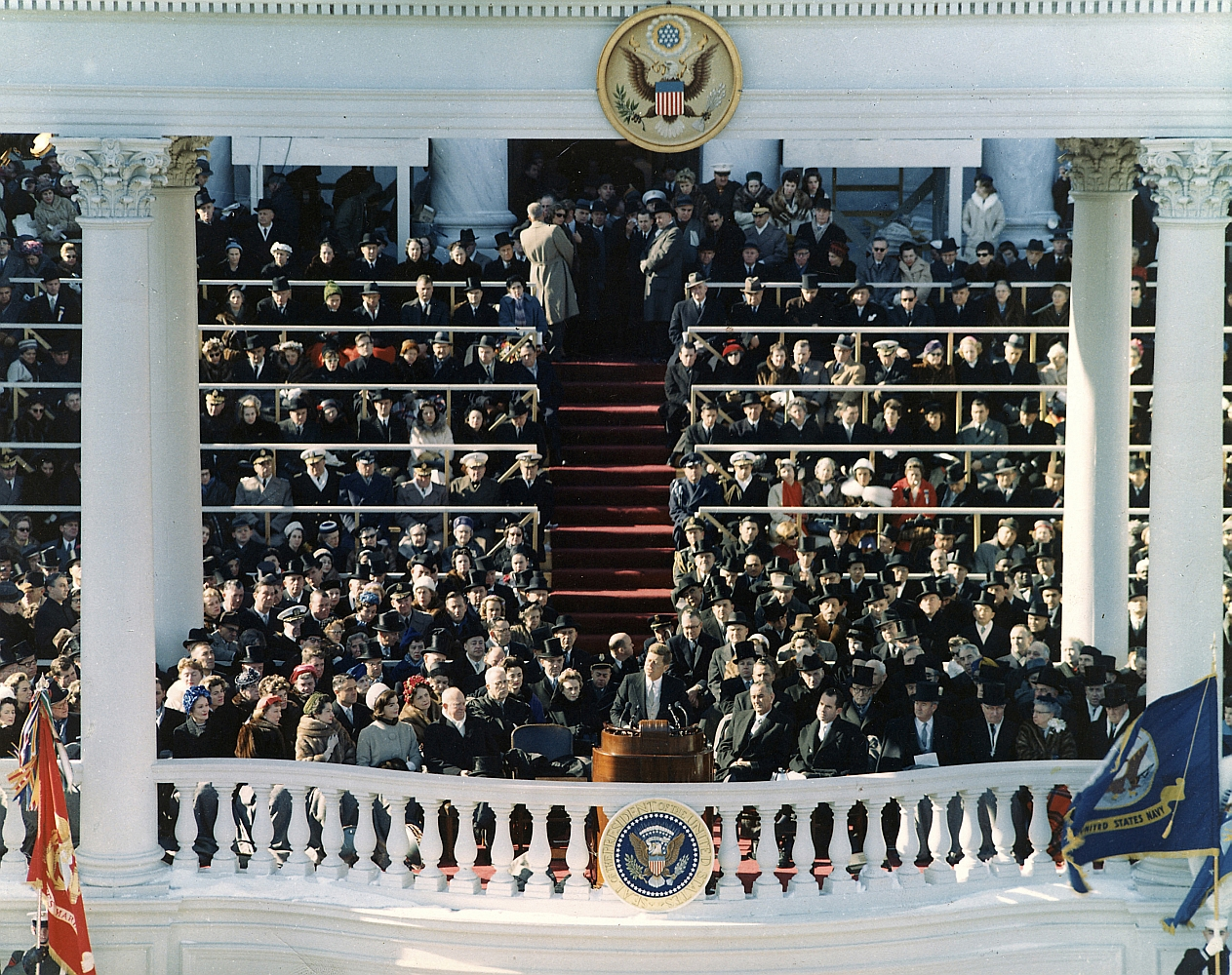
Präsident John F. Kennedy bei seiner Amtsantrittsrede

Kennedy leistete den Amtseid um 12:51 (EST) am Freitag, dem 20. Januar 1961 und hielt im Anschluss seine Rede.
Die Rede ist 1.364 Wörter lang und dauerte 13 Minuten und 42 Sekunden zwischen erstem und letztem Wort. Dabei ist der Applaus am Ende nicht mitgezählt. Mit dieser Länge ist sie die viertkürzeste Amtsantrittsrede. Die Rede war zudem die erste, die im Fernsehen übertragen wurde. Die Rede wird weithin als eine der besten Amtsantrittsreden der US-amerikanischen Geschichte gesehen.

### Entwürfe

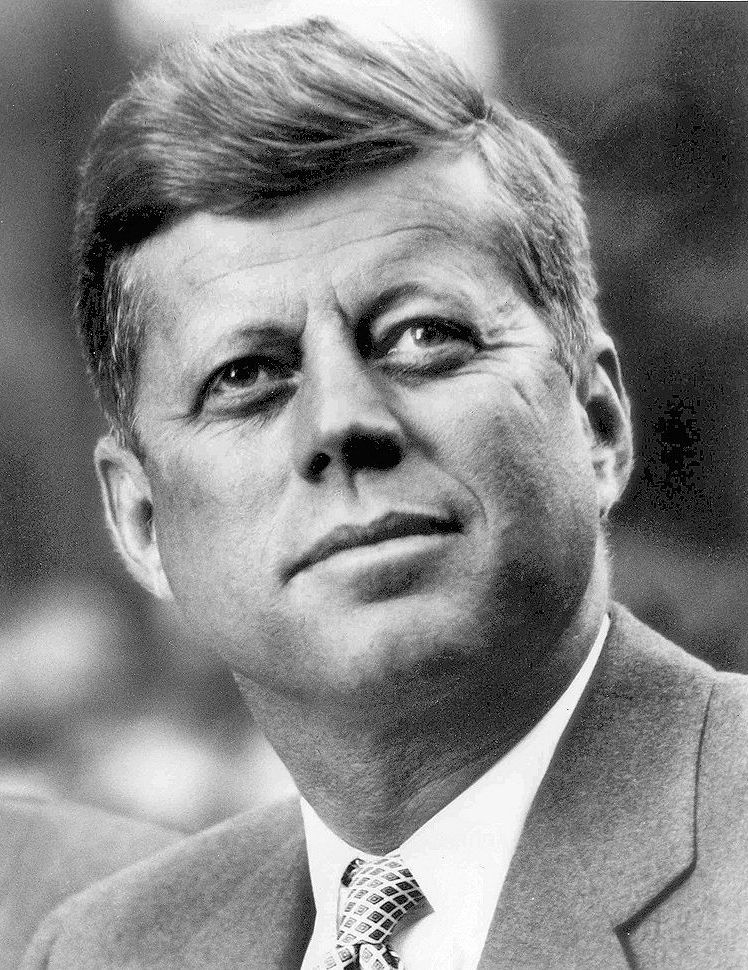
Präsident John F. Kennedy

Die Rede wurde von Kennedy und dessen Redenschreiber Ted Sorensen entworfen. Kennedy ließ Sorensen die Gettysburg Address von Präsident Abraham Lincoln und andere Amtsantrittsreden durcharbeiten. Kennedy begann Ende November 1960 mit dem Sammeln von Gedanken und Ideen für die Rede. Er holte Vorschläge mehrerer Freunde und Berater ein, zudem fragte er Geistliche bezüglich Bibelzitaten. Danach fertigte Kennedy mehrere Entwürfe an, bei denen er seine eigenen Gedanken und einige der Vorschläge verwendete. Kennedy benutzte mehrere Vorschläge des Ökonomen John Kenneth Galbraith und des früheren demokratischen Präsidentschaftskandidaten Adlai Stevenson II. Die Zeile “Let us never negotiate out of fear. But let us never fear to negotiate.” (dt. „Lasst uns niemals ängstlich verhandeln. Aber lasst uns auch niemals ängstlich sein zu verhandeln.“) der Rede ist fast identisch mit Galbraiths Vorschlag “We shall never negotiate out of fear. But we shall never fear to negotiate.” (dt. „Wir sollten niemals aus Angst verhandeln. Aber wir sollten auch niemals Angst haben zu verhandeln.“) Stevensons Vorschlag “If the free way of life doesn’t help the many poor of this world it will never save the few rich.” (dt. „Wenn die freiheitliche Lebensform nicht den vielen Armen in der Welt hilft, dann wird sie auch niemals die wenigen Reichen schützen.“) wurde in der Rede zu “If a free society cannot help the many who are poor, it cannot save the few who are rich.” (dt. „Wenn eine freiheitliche Gesellschaft nicht den vielen helfen kann, die arm sind, dann kann sie auch nicht die wenigen schützen, die reich sind.“)

### Tag der Amtseinführung
Der Vorabend der Amtseinführung war durch starken Schneefall geprägt, jedoch wurden Pläne, die Rede abzusagen, verworfen. Nachdem er an einer Messe in der Holy Trinity Catholic Church in Georgetown teilgenommen hatte, ging Kennedy in Richtung des Kapitols. Dabei wurde er von Präsident Dwight Eisenhower begleitet.
Robert Frost nahm an der Amtseinführungszeremonie teil und brachte ein handgeschriebenes Gedicht mit dem Titel "Dedication", das für den Präsidenten gedacht war. Frost plante, eine getippte Kopie des Gedichts bei der Zeremonie zu lesen, das grelle Sonnenlicht, dass vom Schnee des Vorabends reflektiert wurde, machte es jedoch schwierig zu lesen. Frost zitierte daraufhin "The Gift Outright" aus dem Gedächtnis und überreichte die handgeschriebene Version des Gedichts "Dedication" an John und seine Frau Jacqueline. Diese rahmte das Gedicht und schrieb auf die Rückseite: “For Jack. First thing I had framed to be put in your office. First thing to be hung there.” (dt. „Für Jack. Die erste Sache, die ich rahmen ließ, um sie in dein Büro zu tun. Die erste Sache, die dort aufgehängt werden soll.“)

## “Ask not what your country can do for you” und Bedeutung der Rede

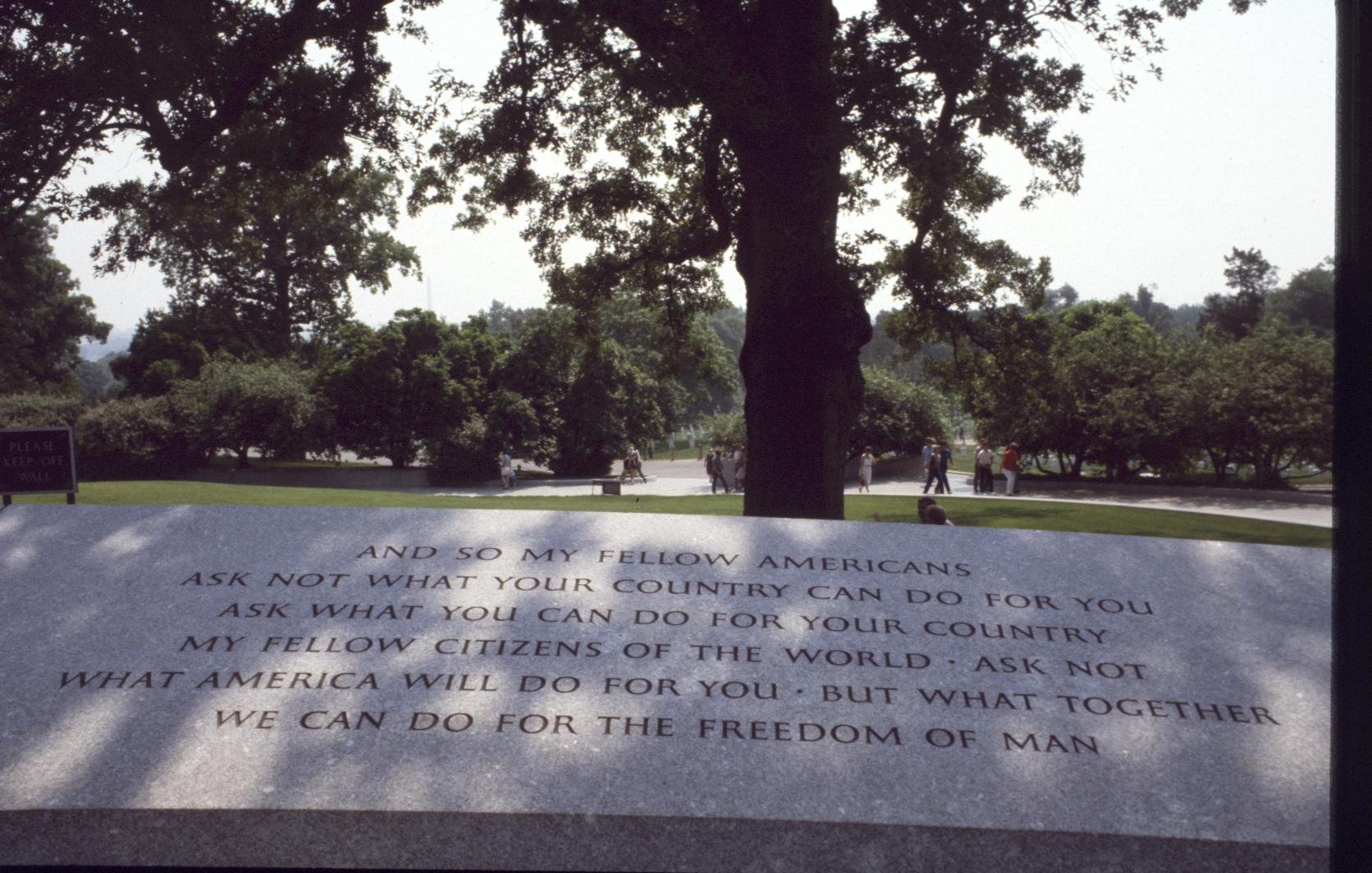
Zitat bei Kennedys Grab im Nationalfriedhof Arlington

In einer Serie der Zeitung The Guardian wurde die Rede auf Platz 2 der „Great speeches of the 20th century“ gesetzt.
Besonders bekannt wurden folgende zwei Zeilen kurz vor Ende der Rede:

“And so, my fellow Americans: ask not what your country can do for you — ask what you can do for your country.
My fellow citizens of the world: ask not what America will do for you, but what together we can do for the freedom of man.”

„Und deshalb, meine amerikanischen Mitbürger: Fragt nicht, was euer Land für euch tun kann – fragt, was ihr für euer Land tun könnt.
Meine Mitbürger in der ganzen Welt: Fragt nicht, was Amerika für euch tun wird, sondern fragt, was wir gemeinsam tun können für die Freiheit des Menschen.“

Lange Zeit wurde geglaubt, die Formulierung mit der Frage stamme von Kennedys Redenschreiber Theodore Sorensen. Tatsächlich hatte Kennedy sie von seinem ehemaligen Schuldirektor der Choate School in Connecticut übernommen, der sie häufig in ähnlicher Form verwendet hatte.